# Ný Octantis
Ný Octantis (ν Octantis, ν Oct, Ný Oct) je hvězda ve slabém jižním souhvězdí Oktantu. Je velmi neobvyklé, že hvězda s označením „ν“ je nejjasnější hvězdou v souhvězdí se zdánlivou hvězdnou velikostí +3,73. Jedná se o spektroskopickou dvojhvězdu s periodou kolem 2,9 roku. Podle měření paralaxy je od Země vzdálena 72 světelných let.
Primární hvězda je spektrální třídy K1III, přičemž třída svítivosti III naznačuje, že se jedná o obří hvězdu, která ve svém jádře spálila vodík a expandovala. Ný Octantis A má 1,6krát větší hmotnost než Slunce, ale expandovala na 5,8krát větší poloměr než Slunce. Její fotosféra se ochladila na efektivní teplotu 4 860 K a nyní vyzařuje 18krát více než Slunce. Hvězda pravděpodobně hostí extrasolární planetu, typu Jupiter, na retográdní dráze.
Sekundární hvězda (Ný Octantis B) je pravděpodobně červený nebo bílý trpaslík, což vyplývá z její relativně nízké hmotnosti. Odhaduje se, že tato hvězda má přibližně 60 % hmotnosti Slunce a dokončí oběh kolem primární hvězdy každé 2 roky a 11 měsíců. Oběžná dráha má excentricitu 0,24 a poloosu 2,63 AU.

## Planetární systém
V roce 2009 byla na základě perturbací oběžné periody vyslovena hypotéza, že se v systému nachází exoplaneta. Prográdní řešení bylo rychle vyloučeno, ale retrográdní řešení zůstává možným, i když variace v pohybu mohou být způsobeny i tím, že sekundární hvězda je sama těsnou dvojhvězdou a vznik planety v takovém systému by byl kvůli dynamickým perturbacím obtížný. Další důkazy vylučující proměnlivost hvězdy a podporující existenci planety byly shromážděny do roku 2021.